# Burgruine Riedegg
Die Burgruine Riedegg ist die Ruine einer Höhenburg im gleichnamigen Ortsteil der Gemeinde Alberndorf in der Riedmark im Bezirk Urfahr-Umgebung von Oberösterreich. Die Ruine steht unter Denkmalschutz (Listeneintrag).

## Geschichte
Die Burg Riedegg wurde 1157/59 zum ersten Mal genannt, als die Brüder Marchard und Gottschalk von Ridecco, auch Haunsperg genannt, die Burg bewohnten. Die Haunsperger waren ein hochfreies Adelsgeschlecht, welche ein Rodungsgebiet (= Luß) zu beiden Seiten des Haselbaches und der Großen Gusen besaßen und auf Wildberg und Riedegg residierten. Die Burg wurde damals von Gottschalk dem Haunsperger, um das Erbe seiner Tochter sicherzustellen, dem Hochstift Passau aufgesandt und wieder als Passauer Lehen genommen. 1211 fiel der Besitz wieder an das Bistum Passau, welches die Lehenshoheit bis 1411 ausübte. 1256 wurde Ulrich Lobenstein als pfandweiser Besitzer des Lehens genannt. In der Folgezeit wurde die Burg von Burggrafen verwaltet. Als solche werden genannt: Artolf der Piber (1351), Hans von Traun (1358, Hauptmann ob der Enns), Friedrich der Walch (1361), Ulrich der Frodnacher (1373) und Eberhard der Stadler (1374).
1380 waren die Schaunberger im Pfandbesitz von Riedegg. Nach der verlorenen Schaunberger Fehde mussten sie die Burg ohne Gegenleistung wieder an Passau ausliefern. 1395 wurde die Burg an Johann von Liechtenstein verpfändet, der wiederum die Pfandherrschaft an Heinrich VI. von Walsee verkaufte. 1398 wurde die Pfandherrschaft vom Bistum Passau eingelöst, aber bereits 1401 wurde Riedegg an Kaspar und Jörg Starhemberg, Herrn von Wildberg verpfändet und von diesen im Jahr 1411 mitsamt der Herrschaft Gallneukirchen gekauft. Im Jahr 1529 wurde die Burg unter Erasmus von Starhemberg mithilfe türkischer Gefangener verstärkt (Steinummantelung des Burgfelsens) und zum Schloss Riedegg umgebaut. Noch 1594 wurde Riedegg zu den Fluchtburgen in Kriegszeiten gezählt.
Das zum Bereich der Burg Riedegg gehörige bischöflich-passauische Hochgericht (1272–1411) bzw. starhembergische Hochgericht (1576–1756) hatte seine Hinrichtungsstätte am Penkenberg oberhalb des Punzenbergs in Gallneukirchen.

## Burgruine Riedegg heute
Die Burg steht an der Spitze eines Felsmassivs, wobei die Felsen mit einer sieben bis acht Meter hohen Bruchsteinmauer verkleidet wurde, um ein Erstürmen unmöglich zu machen. Die alte Burg befindet sich an der Ostseite und ist eine Ruine; zwei Räume mit Kreuzrippengewölben stammen aus der 2. Hälfte des 14. Jahrhunderts. Der Turm der Altburg wurde beim Neubau in das Gebäude des Schlosses Riedegg integriert.

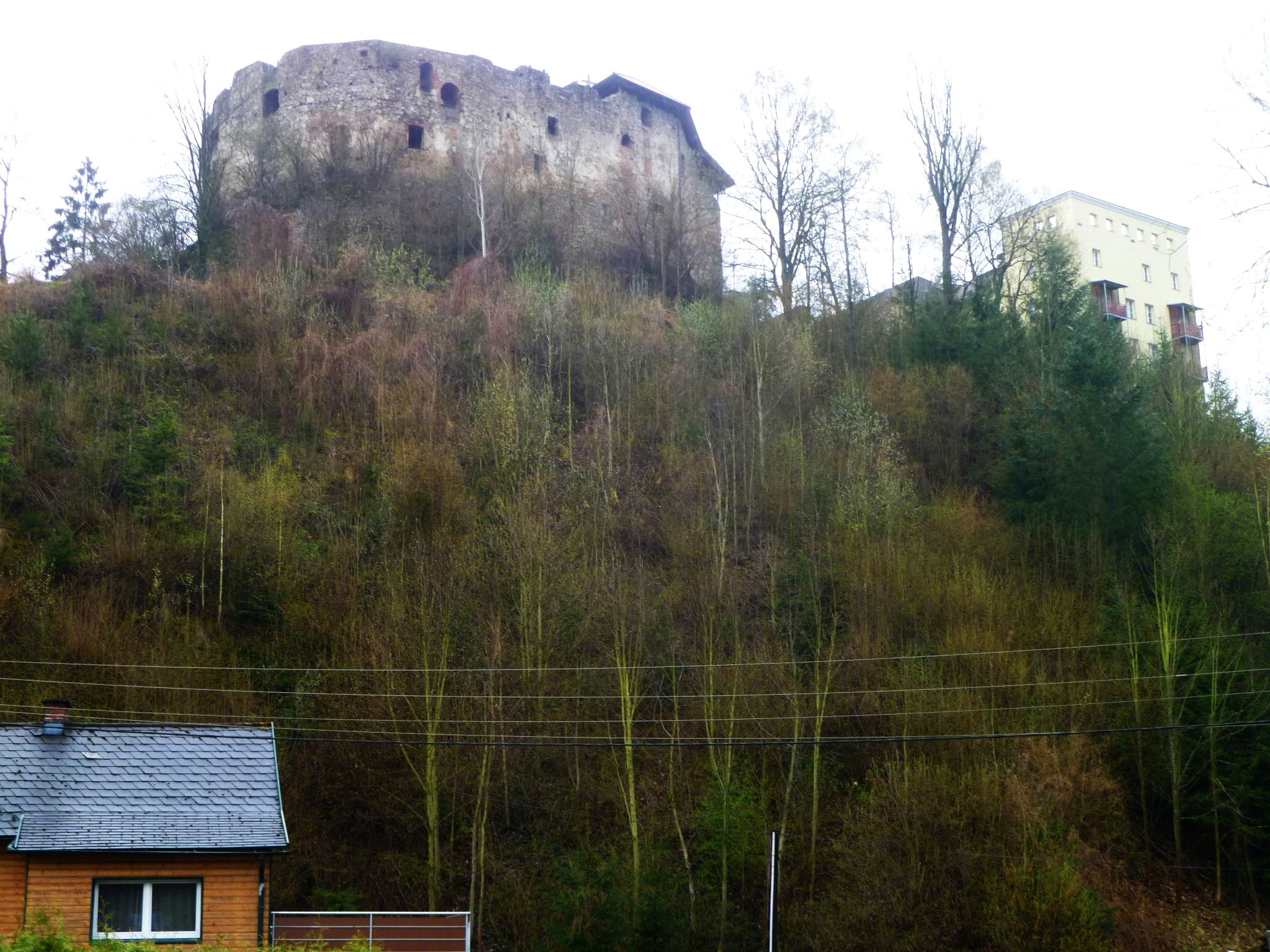
Burgruine Riedegg